# Église Saint-Démétrios de Veliko Tarnovo
L'église Saint-Démétrios-de-Thessalonique (en bulgare : църква "Св. Димитър Солунски" , tsarkva "Sv. Dimitar Solunski"), ou simplement église Saint-Démétrios, est une église orthodoxe bulgare médiévale située dans la ville de Veliko Tarnovo, dans le centre-nord de la Bulgarie, l'ancienne capitale du Second Empire bulgare.

## Emplacement
L'église se trouve au pied nord-est des collines Trapezitsa et Tsarevets, sur la rive droite de la rivière Yantra, à l'extérieur des fortifications médiévales de la ville. Sur le plan architectural, elle présente une abside pentaédrique et une conception en forme de dôme croisé avec un narthex et un espace d'abside avant. Elle faisait autrefois partie d'un grand monastère. L'extérieur de l'église est décoré d'arcs aveugles et d'ornements colorés : rosaces vitrées, soleils, losanges et autres figures peintes. L'église a été construite en pierre alternée avec trois rangées de briques.
Selon le récit de Nicétas Choniates, l'église était le lieu où le soulèvement anti-byzantin d'Asen et de Pierre fut proclamé en 1185 ; c'est ce soulèvement qui a conduit au rétablissement de l'empire bulgare et à la proclamation de Tarnovo comme capitale. On suppose que c'était une église royale dans les premières années de l'empire et qu'elle a reçu des dons de membres de la dynastie des Assénides. Selon la légende, les nobles (bolyari) Asen et Pierre annoncèrent que le patron de Thessalonique, le guerrier saint Démétrios, déserterait sa ville et viendrait à Tarnovo pour aider les rebelles bulgares. Les frères construisirent et inaugurèrent une église en son honneur .
L'église Saint-Démétrios a été détruite dans la seconde moitié du XIIIe siècle, probablement à cause d'un tremblement de terre, mais a été reconstruite dans les années 1350. Une église à une seule abside a été construite à proximité dans les années 1360 et a existé jusqu'au XVIIe siècle ; elle a utilisé des matériaux de l'église détruite de St Démétrios. La cour du monastère et les bâtiments détruits sont devenus une nécropole chrétienne pendant la domination ottomane de la Bulgarie. Au cours de la renaissance nationale bulgare, l'église a été associée à la guilde des maroquiniers.
À la fin du XVIIIe et au début du XIXe siècle, l'église Saint-Démétrios a été pillée par des voleurs. Dans la seconde moitié du XIXe siècle, elle était dans un très mauvais état, ce qui a été noté par des chercheurs bulgares et étrangers, dont Felix Philipp Kanitz. Un tremblement de terre en 1913 la détruisit complètement, ne laissant que l'abside et des fragments des fresques originales.
L'église Saint-Démétrios de Thessalonique a été reconstruite à partir de 1977-1985 sur la base des vestiges architecturaux disponibles et de l'exemple d'églises bulgares mieux conservées de la même période. Le projet était dirigé par Teofil Teofilov. De l'église d'origine, deux couches de fresques ont été conservées : une ancienne datant soit de la construction de l'église, soit de la seconde moitié du XIVe siècle et une plus tardive peinte après le XIVe siècle.

## Célébrités inhumées

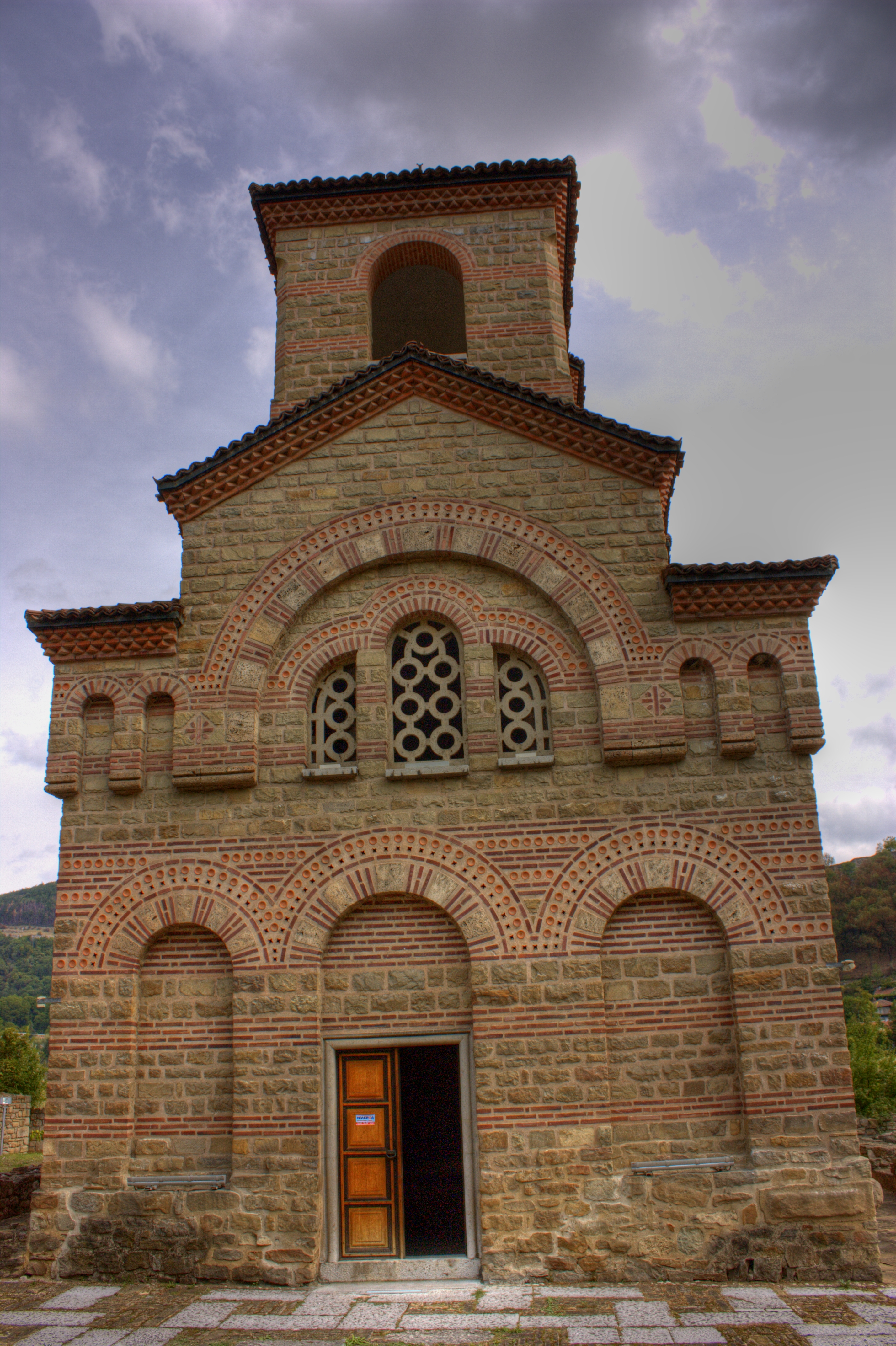
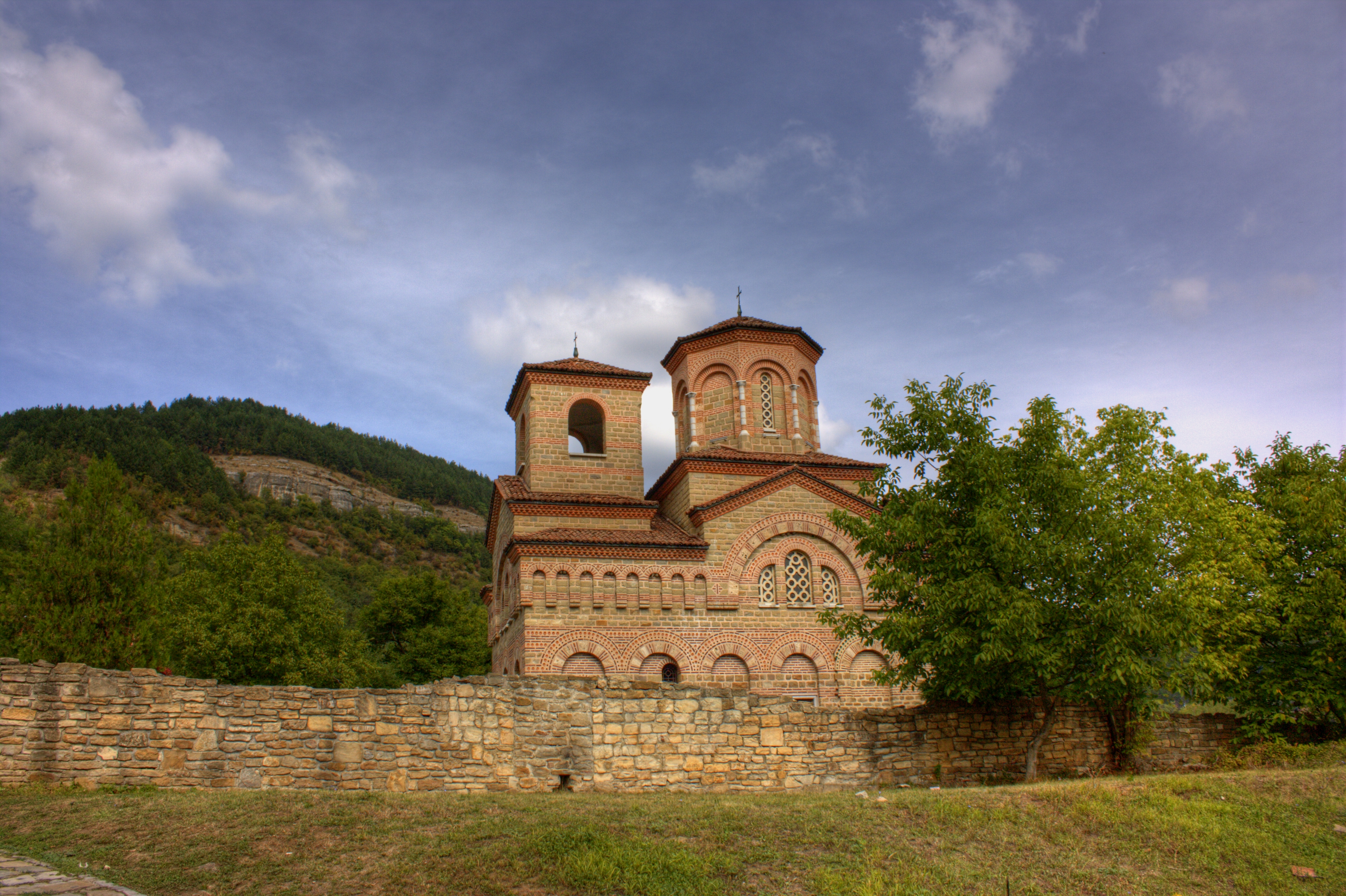
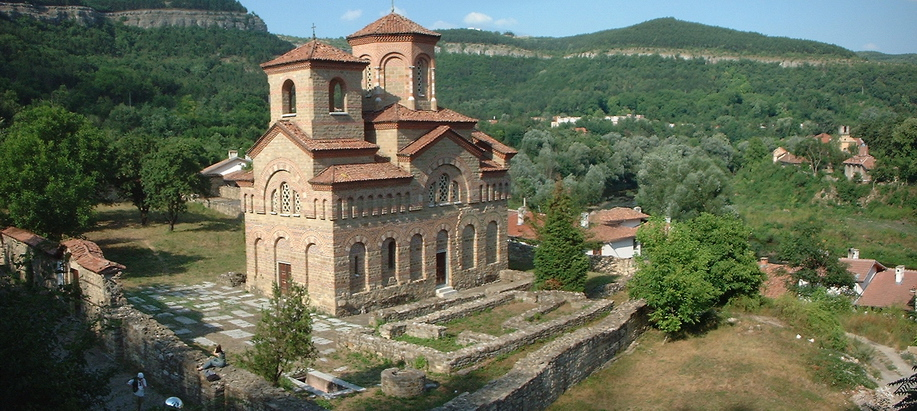
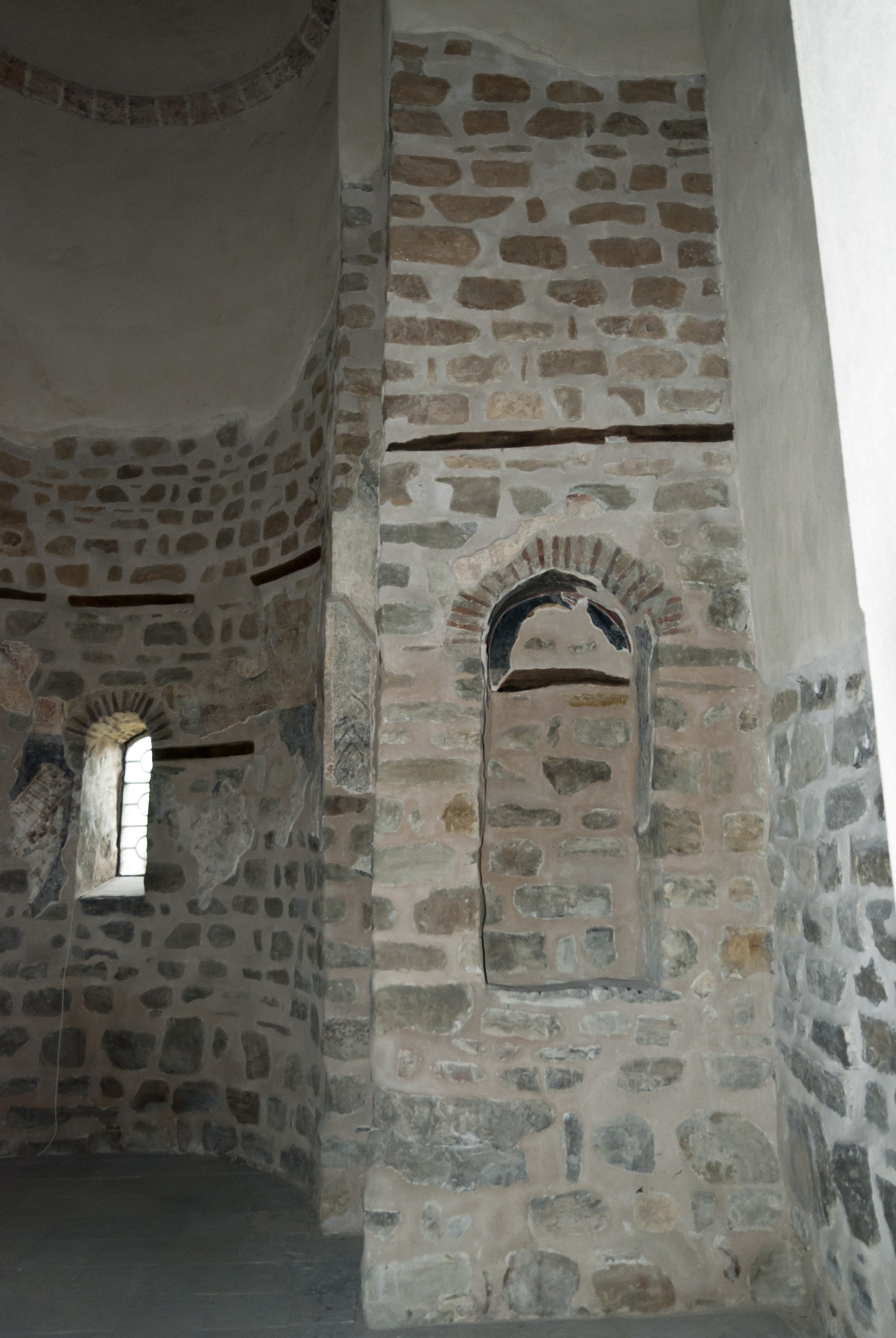

- Ivan Asen Ier de Bulgarie
- Pierre IV de Bulgarie